# Элеокарпус узколистный
Голубой квандонг, или Голубое мраморное дерево, или Голубая фига (лат. Elaeocarpus angustifolius) — древесное растение семейства Элеокарповые, произрастающее в Австралии, в основном в Квинсленде и Новом Южном Уэльсе.
Плод растения голубого цвета, 2-3 см диаметром. Семя содержится в прочной раковине, на нём имеются глубокие извилины. Благодаря раковине оно не переваривается в пищеварительном тракте казуаров и других животных, что играет важную роль в распространении растения.